# Rimington
Rimington är en ort och civil parish i Storbritannien.   Den ligger i grevskapet Lancashire och riksdelen England, i den centrala delen av landet, 300 km nordväst om huvudstaden London. Rimington ligger 152 meter över havet och antalet invånare är 382.
Terrängen runt Rimington är kuperad åt sydväst, men åt nordost är den platt.Runt Rimington är det tätbefolkat, med 530 invånare per kvadratkilometer. Närmaste större samhälle är Burnley, 12,7 km söder om Rimington. Trakten runt Rimington består i huvudsak av gräsmarker.